# Scleratoscopia
Scleratoscopia är ett släkte av insekter. Scleratoscopia ingår i familjen Proscopiidae.
Kladogram enligt Catalogue of Life:
| Scleratoscopia | \| \| Scleratoscopia protopeirae \| \| \| \| \| \| Scleratoscopia spinosa \| \| \| \| |
|                | \| \| Scleratoscopia protopeirae \| \| \| \| \| \| Scleratoscopia spinosa \| \| \| \| |
|                | Scleratoscopia protopeirae                                                            |
|                |                                                                                       |
|                | Scleratoscopia spinosa                                                                |
|                |                                                                                       |